# Kristof Santy
Kristof Santy (Roeselare, 26 oktober 1987) is een Belgisch hedendaags tekenaar en kunstschilder, die in 2021 als onbekend kunstenaar internationale roem verwierf. Sinds 2021 is hij voltijds kunstschilder. Hij woont en werkt in Roeselare en heeft een tweede atelier in Frans-Vlaanderen.
Hij kreeg in 2021 de eretitel van Cultureel Ambassadeur van Stad Roeselare.
"It isn’t often that an unknown artist, working in relative secrecy, creates such a cohesive and accomplished body of work just waiting to be discovered." (Bella Bonner-Evans in FAD Magazine)

## Biografie

### Opleiding
Kristof Santy werd geboren in een kunstminnend gezin. Hij leerde op jonge leeftijd tekenen op basis van instructieboekjes.Op zijn 9 jaar maakte hij zijn eerste echte schilderij, een vaas met bloemen. Hij bezocht met zijn ouders musea en cultuursteden. De Geboorte van Venus van Botticelli en de David van Michelangelo in het Uffizi in Florence en de villa van Salvador Dali in Figueres, die hij zag op tienjarige leeftijd, maakten een grote indruk op hem. Hoewel zijn ouders zijn artistiek talent stimuleerden, raadden ze hem af om naar de kunsthumaniora te gaan, omdat ze voor hem geen toekomst zagen als professioneel kunstenaar. Kristof Santy ging grafische technieken studeren in Brugge. In zijn tienerjaren was hij een gegeerd affichemaker voor jeugdorganisaties. Hij volgde een cursus striptekenen in het Atelier voor Plastische Kunsten in Wevelgem en ging cartoons maken. Op zijn 19de ging hij werken bij de drukkerij-uitgeverij Roularta in Roeselare, wat hij meer dan 14 jaar zou blijven doen.

### Beginjaren

#### Autodidact
Santy bleef gepassioneerd door kunst. Hij schilderde thuis artistieke afbeeldingen na die hij aantrof in de magazines van Roularta. Ter gelegenheid van een plaatselijke amateurtentoonstelling in zijn stad, waarvoor hij uitgenodigd was, maakte hij portretten in acryl van muzikanten.Dit was voor hem aanleiding om zich in te schrijven in de vrije Kunstacademie van Roeselare (SASK) die hij na zijn uren kon bezoeken en hem de vrijheid bood om te experimenteren, zelfs met grote werken. Zijn leerkrachten erkenden zijn natuurtalent en stimuleerden hem. Met zijn werk bij Roularta en de fulltime job van zijn echtgenote had het gezin een soliede inkomen. Hierdoor stond hij niet onder financiële druk om kunst te maken uit noodzaak, maar kon hij gedurende al die jaren zijn eigen weg ontdekken in de kunst aan de hand van kunstboeken, voortdurend experimenteren en museumbezoeken. Het gebrek aan een voltijdse kunstopleiding heeft hij nooit aangevoeld als een tekortkoming. In die zin omschrijft hij zichzelf als autodidact.

#### Lokale kunstenaar
In 2014 kreeg hij van de stad Roeselare een opdracht om glascontainers te beschilderen. Dat was voor hem een technisch interessante praktijkoefening in het maken van composities, werken met materialen en het gebruik van kleuren. Hij kreeg in 2016, samen met andere kunstenaars, een gratis atelier met tuin in Roeselare aangeboden in het kader van een project om leegstand te voorkomen. Later zou hij vooral in het huis van zijn oma werken, waar hij verschillende thema's voor zijn werken vond. Na enkele jaren bouwde hij een eigen atelier met tentoonstellingsruimte naast zijn woning. Zijn thema's zijn universeel, maar in veel van zijn werken is zijn band met Roeselare op een of andere manier aanwezig.

#### Invloed
Aanvankelijke probeerde hij de meest uiteenlopende stijlen uit, telkens van korte duur. In het Kunstmuseum Den Haag leerde hij het werk van Jean Brusselmans kennen. Dit was een openbaring voor hem door de persoonlijke toets en vooral de vrijheid bij het stileren van de omgeving, die Brusselmans in zijn eigen vormentaal zonder vastgelegde regels wist te leggen. In het bijzonder de vlakke vormgeving sprak hem aan.
Ook de kleuren en dromerige sfeer van de surrealistisch Neo Rauch uit Leipzig maakten een grote indruk op hem. Het werk van de streekgenoot Joseph Willaert toonde de mogelijkheid om de eigen omgeving tot kunst om te vormen, naast de gevoeligheid van de naïeve voorstelling.
In de musea in Londen maakte Santy kennis met grote meesters zoals Caravaggio en Francisco de Zurbaran en was onder de indruk van de diepte, gelaagdheid en het kleurenpalet die olieverf kan bieden. Hierdoor schakelde hij over van acryl naar olieverf.
Daarnaast was het vooral de Europese Popart die zijn aandacht trok, in het bijzonder de pseudo-realistische objecten van Konrad Klapheck en de picturale technieken van Domenico Gnoli.

#### Eigen stijl
Santy zocht op een passionele manier zijn eigen weg. Hij maakte te veel werken, probeerde alles door elkaar en overschilderde veel werken.Dat gaf hem geen voldoening. Hij wilde niet langer werken "in de stijl van" en ook niet langer op basis van foto's maar wel in een eigen stijl en op basis van eigen fantasie, naar het voorbeeld van de Art Brut kunstenaars, die hem een gevoel van volledige artistieke vrijheid zou kunnen schenken. Hij vond die in zijn expressieve manier van schilderen van de volkskunst en de schoonheid van het alledaagse, waarin de puzzel van de talrijke kunstenaars, filmmakers, strips, oude prenten, boeken, opleidingen, rommelmarktvondsten en andere ervaringen die hem in zijn jarenlange zoektocht in meerdere of mindere mate beïnvloed hadden harmonisch samenviel.

### 2021: Atelier Thomas Serruys
In 2021 kreeg hij een aanbod voor een tentoonstelling in de Thomas Serruys galerie/atelier in Brugge. Serruys was onder de indruk van de werken van Santy waar hij toevallig bij de levering van een bestelling in het atelier van Santy op stuitte. De expositie werd bezocht door de in Nederland wonende curator Sasha Bogojev. Bogojev beschreef in een recensie in het Californische kunstmagazine Juxtapoz de tentoonstelling als “one of the strongest debutes we’ve witnessed in a long time”.

### Internationaal geroemd kunstenaar
Van dan af ging alles in een stroomversnelling. Hij kreeg het zelfde jaar nog een aanbieding voor een solo-expositie in de Galerie Unit in Londen en voor een groepstentoonstelling in in de Everyday Gallery in Antwerpen. Bogojev bracht hem in contact met galerieën in Wenen (Christine König), Los Angeles (M+B) en Brussel (Sorry We're Closed). Hij kon van de kunst zijn beroep maken.
In 2022 had hij solotentoonstellingen bij Christine König in Wenen en Home Sweet Home in Los Angeles. Een opgemerkte tentoonstelling was zijn solo-expositie “La Grande Bouffe” in de Unit in Londen in 2022. De titel sloot aan bij zijn werk. Veel van zijn schilderijen hebben rechtstreeks of onrechtstreeks voedsel en gastronomie als thema.
In dat zelfde jaar kon hij deelnemen aan groepstentoonstellingen in Marbella, bij Eden in Roeselare, Christine König in Wenen en Geukens & De Vil in Knokke.
In 2023 had hij een solotentoonstelling in de Brusselse galerie "Sorry We're Closed".
Van 16 december tot 25 februari 2024 houdt hij zijn eerste solotentoonstelling in zijn thuisstad Roeselare bij Ter Posterie, met als titel "Bric-à-Brac". Deze titel verwijst naar de willekeurige bijeengebrachte verscheidenheid van schilderijen en tekeningen van alledaagse taferelen en stillevens, zoals een mixer, een krab in het midden van een koude schotel of een blik sardienen, vaak met een link naar Roeselare, zoals een Rodenbach of een koffie met Elixir de Roulers, maar ook naar zijn eigen verzameldrift. Als cultureel ambassadeur brengt hij met vier grote werken een soort beeldverhaal van Roeselare. Hij presenteert er ook voor het eerst een lichtinstallatie in een zwart-witte grafische stijl met herinneringen aan het Roeselaarse straatbeeld, geïnspireerd op de Duitse papierknipkunst.
In het Art & Design tijdschrift "FAD Magazine" merkte de gezaghebbende kunstcritica Bella Bonner-Evans op dat een plotse overgang van relatieve onbekendheid naar roem in de kunstwereld, zoals Santy overkomen is, uiterst zeldzaam is, maar ook niet toevallig. Zonder het zelf te beseffen had Santy een samenhangend en gelaagd oeuvre gecreëerd, dat wachtte om ontdekt te worden.
Kristof Santy werd in 2025 geselecteerd als een van de hedendaagse toonaangevende kunstenaars voor de overzichtstentoonstelling Painting after Painting in het SMAK in Gent.

## Stijl
Santy heeft een grote productie van raadselachtige beelden met interieurs, stillevens, arbeiders, landschappen, voedsel, gastronomie, een vissersboot, alledaagse voorwerpen en folkloreverhalen uit zijn eigen omgeving, maar ook uit kookboeken of films. Hij is geen verhalenverteller, hij schuwt elke vorm van anekdote in zijn werk. Hij toont enkel. Het is aan de toeschouwer om er al of niet betekenis aan te geven. Zijn werk is zeer herkenbare en toegankelijke kunst. Hij ziet zich zelf als "een observator van het dagelijkse leven".De verwijzing naar de naïeve kunst is een bewuste keuze, zoals Jacques Tati wil hij het leven zien zoals een kind. De titel is net als bij Klapheck een essentieel deel van een werk,maar in tegenstelling tot Klapheck is het een zakelijke omschrijving van wat hij wil tonen.De bijna claustrofobische inklemming van de voorstelling in de lijst zorgt voor een gevoel van stille dreiging.
Santy hecht groot belang aan de vorm en de compositie. De inspanningen om aan zijn vormen de perfecte lijn te geven zijn een zichtbaar onderdeel van het werk. Het creatieproces met lagen, overschilderingen, schetslijnen moeten zichtbaar zijn in het eindresultaat. Net zoals bij Brusselmans kiest hij voor een platte vorm van zijn objecten, los van elke logica of conventioneel perspectief.
Zijn palet is levend en zeer kleurrijk. Zijn werken worden met veel zorg gemaakt. Zijn stijl is vreugdevol en speels,van eenvoudige voorwerpen maakt hij monumenten.
Sinds hij bekend is en de galerijen bij hem komen aankloppen, is hij ervoor beducht om op korte tijd een grote productie te moeten afleveren. Hij wil niet onder druk gezet worden met het risico uiteindelijk werk af te leveren van mindere kwaliteit. Een werk is voor pas klaar als het hem voldoening schenkt. Schilderen staat voor hem gelijk aan mediteren.
Hij wordt vertegenwoordigd door "Sorry We’re Closed" uit Brussel, Christine König uit Wenen en M+B uit Los Angeles en Milaan.

## Boek
In 2023 verscheen er een kunstboek over Kristof Santy met de titel "Playtime", uitgegeven door Lubok Verlag.